# Кох, Петер Пауль
Петер Пауль Кох (нем. Peter Paul Koch; 15 марта 1879, Майнц — 1 октября 1945, Гамбург) — немецкий физик-экспериментатор, профессор Гамбургского университета; активный национал-социалист, блокляйтер НСДАП.

## Биография
Петер Пауль Кох родился 15 марта 1879 года в Майнце; он был одним из учеников Вильгельма Конрада Рентгена в период пребывания будущего нобелевского лауреата в Мюнхене. С 1919 года Кох состоял первым директором Государственного физического института (Physikalische Staatsinstitut) при недавно основанном Гамбургском университете. 11 ноября 1933 года он был среди более 900 ученых и преподавателей немецких университетов и вузов, подписавших «Заявление профессоров о поддержке Адольфа Гитлера и национал-социалистического государства».
Постепенно у Петера Коха обострились отношения с коллегами по физическому институту — в связи с активной национал-социалистической позицией самого Коха. В частности, он осуждал коллег, работавших над исследованиями в ядерной сфере: писал в гестапо об их «нейтральной позиции». В период национал-социалистической диктатуры Кох состоял «ответственным за квартал» (блокляйтером, нем. Blockleiter) НСДАП. После окончания Второй мировой войны Кох был немедленно, в 1945 году, уволен британской оккупационной администрацией. Покончил жизнь самоубийством, приняв цианид 1 октября 1945 года.

## Работы
- P. P. Koch. Über die Messung der Schwärzung photographischer Platten in sehr schmalen Bereichen. Mit Anwendung auf die Messung der Schwärzungsverteilung in einigen mit Röntgenstrahlen aufgenommenen Spaltphotogrammen von Walter und Pohl (нем.) // Annalen der Physik. — 1912. — Bd. 343, H. 8. — S. 507–522. — ISSN 1521-3889. — doi:10.1002/andp.19123430803.
- Über e. registrierendes Mikrophotometer // Ann. d. Physik, 4. Folge, 39, 1912, S. 705—751.
- Über die Zerstreuung von Licht in photographischen Negativen und deren Einfluß auf die Messung von Schwärzungen, Hamburg 1928.